# CS Herediano
Club Sport Herediano, zkráceně CS Herediano, je kostarický fotbalový klub z města Heredia. Tým nikdy nesestoupil z 1. ligy a má červené dresy.

## Historie
Klub vznikl roku 1921. Hned v tomto roce také vyhrál první ročník kostarické ligy. Ligu vyhrál ještě mnohokrát a nikdy z ní nesestoupil.

## Úspěchy
- Kostarická liga (28): 1921, 1922, 1924, 1927, 1930, 1931, 1932, 1933, 1935, 1937, 1947, 1948, 1951, 1955, 1961, 1978, 1979, 1981, 1985, 1987, 1992–93, 2012 Verano, 2013 Verano, 2015 Verano, 2016 Verano, 2017 Verano, 2018 Apertura, 2019 Apertura
- CONCACAF League (1): 2018